# زورلو هلدینگ
زورلو هلدینگ (ترکی استانبولی: Zorlu Holding) شرکت خوشه‌ای ترکیه‌ای است، که در زمینه تولید پارچه، لوازم خانگی بزرگ، وسایل الکترونیکی، مبادله انرژی و ارائه خدمات مالی فعالیت می‌نماید.
شرکت زورلو هلدینگ در سال ۱۹۵۳ توسط حاجی محمد زورلو تأسیس شد. دفتر مرکزی این شرکت در شهر استانبول، ترکیه قرار دارد.